# Microphysidae
Famille
Les Microphysidae sont une famille peu connue de punaises (Heteroptera), insectes hémiptères, de l'infra-ordre des Cimicomorpha. Elle compte une trentaine d'espèces décrites.

## Description
Ce sont de très petites punaises (1 à 3 mm) qui présentent un fort dimorphisme sexuel : les mâles sont allongés et ailés, les femelles sont courtes, à l'abdomen enflé et brachyptères (dans le Paléarctique). La tête est prognathe, avec des antennes à quatre segments. Les ocelles sont présents (mais pas ou vestigiaux chez les femelles). Le rostre a quatre articles (trois articles apparents chez Mallochiola). Le pronotum est trapézoïdal. Les tarses médians et postérieurs comptent deux articles. Les hémélytres présentent un cunéus, comme chez les Miridae. La membrane présente une cellule et des nervures bien visibles (contrairement aux Plokiophylidae). Les génitalia du mâle sont symétriques. Les femelles ont un ovipositeur. Les mâles sont macroptères, les femelles brachyptères dans le Paléartique (ailes courtes, sans membrane) et macroptères dans le Néarctique.

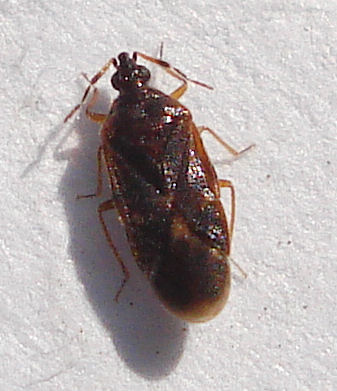
Loricula pselaphiformis, mâle.
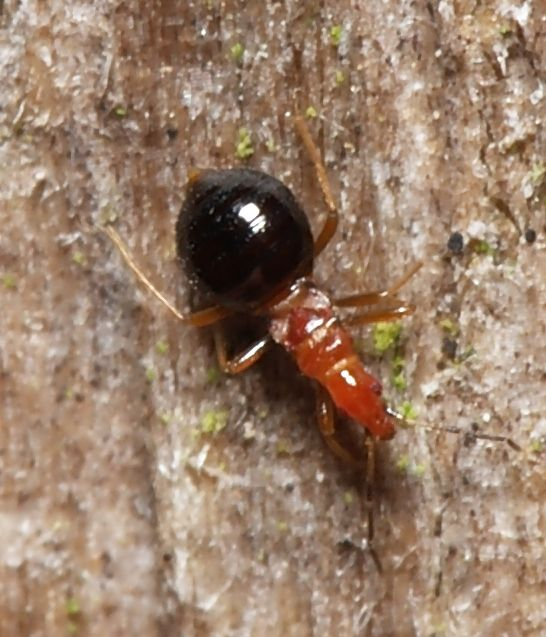
Loricula sp., femelle, Allemagne.

## Répartition et habitat
Cette famille est holarctique, principalement paléarctique (Loricula et Ciorulla), avec deux genres mnotypiques néarctiques, Chinaola (Est des États-Unis, de la Floride au Maryland), et Mallochiola, (Amérique du Nord, Mexique et États-Unis). Toutefois, cinq espèces de Loricula ont été introduites au Canada,,, dont une a également été retrouvée dans la région de New-York.
On les rencontre sous les écorces, dans les mousses et les lichens, sur du bois en décomposition et de la litière végétale humide,. Chinaola a été rencontrée sur des affleurements granitiques, des landes sur schiste, associées à des branches recouvertes de lichens de Genévrier de Virginie et de Quercus ilicifolia.
Souvent, les femelles se tiennent sur l'écorce des arbres, alors que les mâles se rencontrent dans l'herbe au pied des arbres où se tiennent les femelles.

## Biologie
On connaît mal la biologie de ces punaises, en raison du mode de capture (pièges), qui ne donne pas d'indications sur la biologie, et de leur petite taille.

### Cycle de vie
Toutes les espèces sont univoltines, les adultes sortent en été, pondent et meurent avant l’automne. L’hibernation a lieu au stade d'œuf : les pontes de fin d’été entre en diapause jusqu’au printemps. L’éclosion et le développement des juvéniles a lieu au printemps, en mai-juin.
Les œufs sont pondus, isolément ou par deux, dans la croûte de lichens recouvrant les arbres. Seuls en émergent l'opercule, entouré d'une collerette de longs processus effilés, qui semblent contrôler les échanges d'humidité.
Ces punaises grandissent en cinq stades juvéniles. La durée de chaque stade dépend de plusieurs paramètres : température, humidité, régime alimentaire. En moyenne, la durée totale de développement est de 5-6 semaines. Une fois adultes les femelles ne peuvent pas voler et ont donc une faible capacité de dispersion.

### Reproduction
L'accouplement, rarement observé, commence par chevauchement oblique, puis en opposition. Il semble que le phallus soit introduit dans les voies génitales normales de la femelle (différent des Anthocoridae et Cimicidae à insémination traumatiques).

### Alimentation
Elles sont prédatrices entomophages, se nourrissant de nombreux petits insectes (Pucerons, Psylles, Thrips, Psoques) et autres arthropodes (Collemboles, Acariens). Les espèces dont le régime alimentaire est connu sont polyphages. Les Loricula ponctionnent une même proie pendant plusieurs heures, voire une journée entière. La nourriture des juvéniles diffère très peu de celle des adultes, ils s’attaquent aux mêmes proies mais de tailles plus petites (œufs, jeunes larves). Elles piquent leur proie avec leur rostre, leur injecte une salive toxique et digestive et en aspirent les sucs. C'est donc une digestion externe, comme chez les araignées.
Une espèce, Loricula (Myrmedobia) coleoptrata, a été signalée comme pouvant être myrmécophile, trouvée occasionnellement dans des fourmilières.

## Systématique
Les représentants de cette famille avaient été initialement placés dans les Anthocoridae. On avait même placé les femelles et les mâles dans des genres différents. Leur dimorphisme a été découvert par Flor en 1860. Une famille séparée est créée par C. A. Dohrn en 1859. Elle est classée dans les Cimicomorpha. Sa place phylogénétique dans cet infra-ordre reste discutée. En 1991, Schuh et Stys les placent dans les Miriformes, sur la base de la présence d'un processus corial à la base de la membrane, comme chez les Miridae. Plus tard, la présence d'une fossula spongiosa, organe formé de soies sensibles à l'extrémité des tibias, la présence de structures sensorielles distribuées sur les veines de toute la membrane, ou encore l'orientation des paramères ont conduit à un placement dans les Cimiciformes.
Dans l'étude de Schuh et al. 2009, les Microphysidae sont le groupe-frère d'un groupe formé des Joppeicidae, des Naboidea, et Cimicoidea, avec les Joppeicidae comme groupe basal, le plus proche des Microphysidae.
Les Microphysidae sont parfois placés dans une super-famille propre, les Microphysoidea, dont la définition varie également : pour certains, elle ne comprend que la famille des Microphysidae, alors que pour d'autres, elle inclut aussi celle des Joppeicidae (monotypique, avec une seule espèce, Joppeicus paradoxus). Les classifications en ligne restent assez disparates : NCBI la place dans les Cimicoidea, Fauna Europaea et BioLib dans les Miroidea.
La famille des Microphysidae est séparée en deux sous-famille : les Microphysinae, avec un genre, Loricula, et les Ciorullinae avec un genre également, Ciorulla, connu par un seul spécimen d'Ouzbékistan conservé au Musée de Léningrad. Les deux genres néarctiques ne sont pas associés à une sous-famille particulière.
China et Myers avaient placé jusque dans les années 1950 les Plokiophilidae dans les Microphysidae, mais ils sont aujourd'hui traités depuis Carayon (en 1961) comme une famille séparée,. Enfin, un genre supplémentaire, Nabidomorpha Poppius (d’Éthiopie), de placement discuté, est attribué par certains aux Microphysidae.
Cette famille est également riche en fossiles trouvés dans l'ambre (Baltique, Canada, Ukraine), peut-être en lien avec leur habitat souvent lié aux résineaux, et en compte onze espèces dans deux genres fossiles, et dans quatre sous-genres de Loricula (dont un sous-genre fossile et les trois sous-genre existants). Le plus ancien remonte au Campanien, Crétacé supérieur (Mésozoïque), à environ 79 millions d'années, trouvé dans de l'ambre en Alberta (Canada). Les autres datant de l'Éocène. Les femelles retrouvées avaient des ocelles, contrairement aux espèces actuelles.
La famille est représentée par deux genres et dix espèces en France.

### Liste des sous-familles et des genres
Selon BioLib (21 mai 2022) :
- sous-famille Ciorullinae Popov, 2004
  - genre Ciorulla Péricart, 1974, 1 espèce (Asie centrale)
- sous-famille Microphysinae Dohrn, 1859
  - genre Loricula Curtis, 1833, tout le Paléarctique
  - genre †Tytthophysa Popov & Herczek, 2009
- genre Chinaola Blatchley, 1928, 1 espèce
- genre Mallochiola Bergroth, 1925, 1 espèce
- genre †Popovophysa McKellar & Engel, 2011

### Espèces présentes en Europe
Selon Fauna Europaea (21 mai 2022) :
- genre Loricula (Loricula)
  - L. bipunctata (Perris, 1857), de la France au Balkans, Ukraine.
  - L. elegantula (Baerensprung, 1858), toute l'Europe.
  - L. pselaphiformis Curtis, 1833, toute l'Europe.
  - L. ruficeps (Reuter, 1884), de l'Espagne à la Suède.
  - L. freyi (Lindberg, 1932), Péninsule ibérique, Italie.
  - L. lundbladi (China, 1938), Madère.
  - L. meinanderi Pericart, 1972, Canaries.
  - L. stenocephala Ribes, 1985, Canaries.
- genre Loricula (Myrmedobia) Bärensprung, 1857
  - L. coleoptrata (Fallen, 1807), Europe.
  - L. distinguenda Reuter, 1884, Europe moyenne.
  - L. exilis (Fallen, 1807), toute l'Europe.
  - L. inconspicua (Douglas & Scott, 1871), France, Italie, Grande-Bretagne, Irlande.
  - L. blascoi Ribes & Pericart, 1996, Espagne.
  - L. hispanica Pericart, 1972, Espagne.
  - L. jakovlevi Pericart, 1969, Bulgarie, Ukraine.
  - L. josifovi Simov, 2008, Bulgarie (parfois placée dans le sous-genre Myrmericula).
- genre Loricula (Myrmericula) Popov, 2004
  - L. bedeli (Montandon, 1887), de France à la Bulgarie.
  - L. rufoscutellata (Bärensprung, 1857), Europe centrale (Allemagne, Autriche, Italie, République tchèque).